# کامرسانت
کامِرسانت (به روسی: Коммерсантъ) نام یک روزنامه پرنفوذ اقتصادی در کشور روسیه است.
کامرسانت(به معنی لغوی بازرگان، که نام آن اغلب به صورت Ъ  خلاصه می‌شود) یک روزنامه سراسری است که در روسیه عمدتاً به موضوعات سیاست و تجارت اختصاص دارد. شمارگان روزانه این روزنامه در ژوئیه سال ۲۰۱۳ میلادی ۱۲۰٬۰۰۰ تا ۱۳۰٬۰۰۰ بود. صاحب این روزنامه علی‌شیر عثمانف است.
مرکز روزنامهٔ کامرسانت در شهر مسکو قرار دارد.

## پیشینه
در سال ۱۹۸۹، با شروع آزادی مطبوعات در روسیه، کامرسانت تحت مالکیت ولادیمیر یاکوولف، تاجر و روزنامه‌نگار، تأسیس شد. اولین شماره این روزنامه در ژانویه ۱۹۹۰ منتشر شد و در تهیه محتوای آن از روزنامه‌نگاری تجاری غربی الگوبرداری شده بود.
این نشریه که در آغاز که به عنوان یک هفته‌نامه تأسیس شد و در میان نخبگان تجاری و سیاسی روس محبوبیت پیدا کرد. سپس در سال ۱۹۹۲ به یک روزنامه تبدیل شد. کامرسانت از سال ۱۹۹۹ تا سال ۲۰۰۶ متعلق به تاجری به نام بوریس برزوفسکی بود، و او سپس امتیاز این روزنامهرا به بدری پاتارکاتسیشویلی  فروخت. در سپتامبر ۲۰۰۶ امتیاز این روزنامه به علیشیر عثمانوف فروخته شد.
در ژانویه ۲۰۰۵، کامرسانت اعتراضی به حکم دادگاه منتشر کرد که سپس دادگاه به این روزنامه دستور داد تا مطلب منتشرشده دربارهٔ بحران آلفا-بانک را تکذیب کند.
در سال ۲۰۰۸، بی‌بی‌سی نیوز اعلام کرد که کامرسانت یکی از پیشروترین روزنامه‌های تجاری لیبرال روسیه است.